# Neotinea maculata
Neotinea maculata är en orkidéart som först beskrevs av René Louiche Desfontaines, och fick sitt nu gällande namn av William Thomas Stearn. Neotinea maculata ingår i släktet tätnycklar, och familjen orkidéer. Inga underarter finns listade i Catalogue of Life.

## Bildgalleri

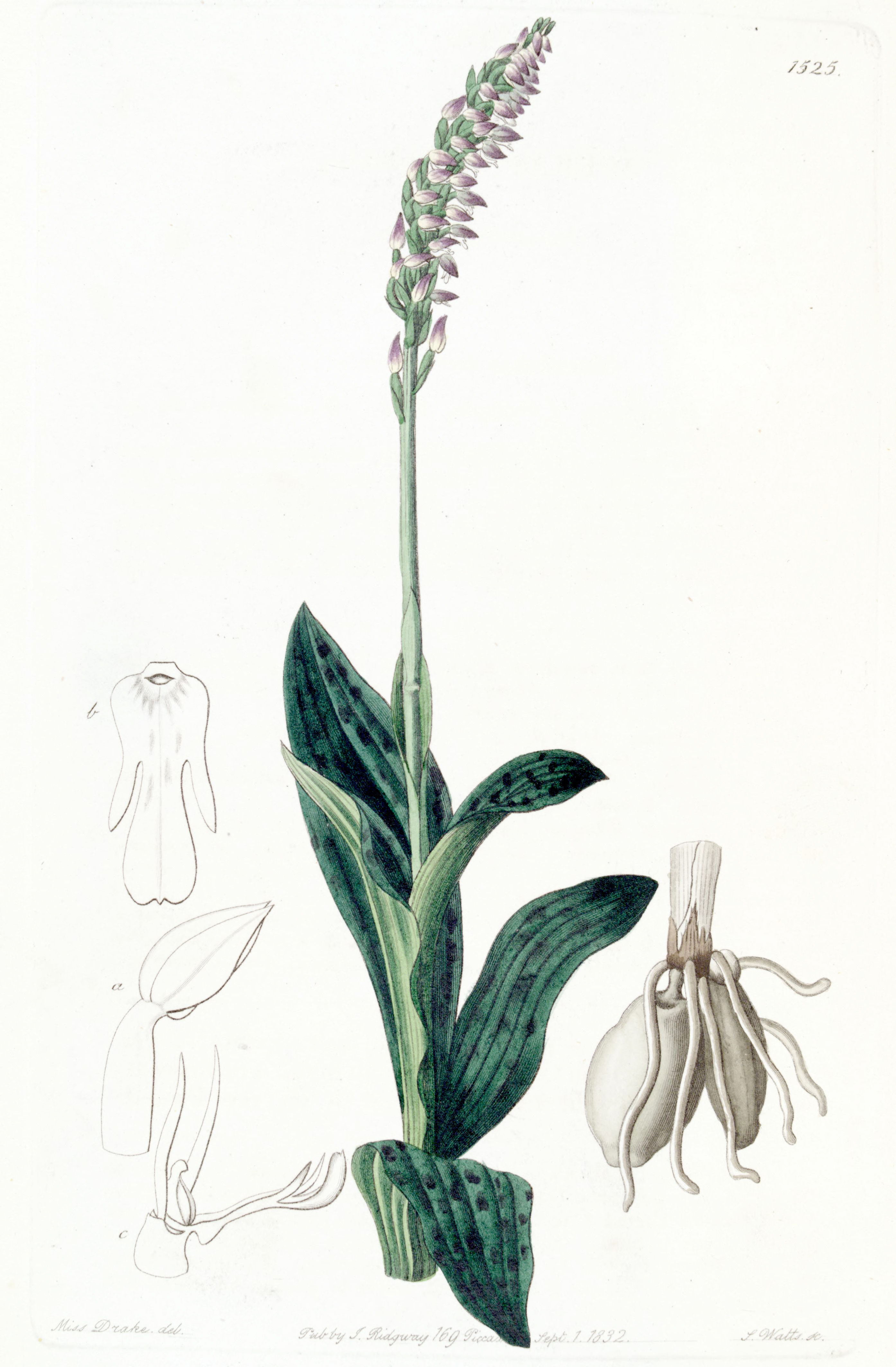
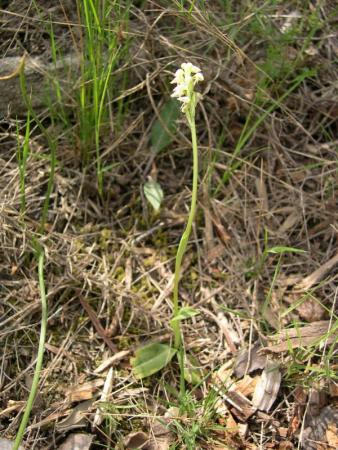
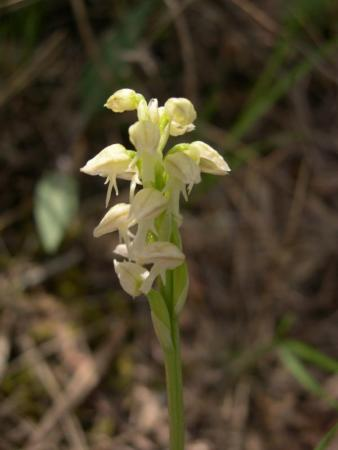
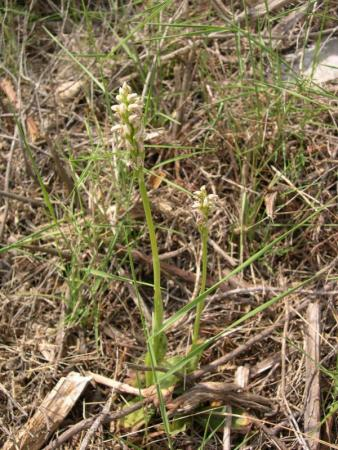
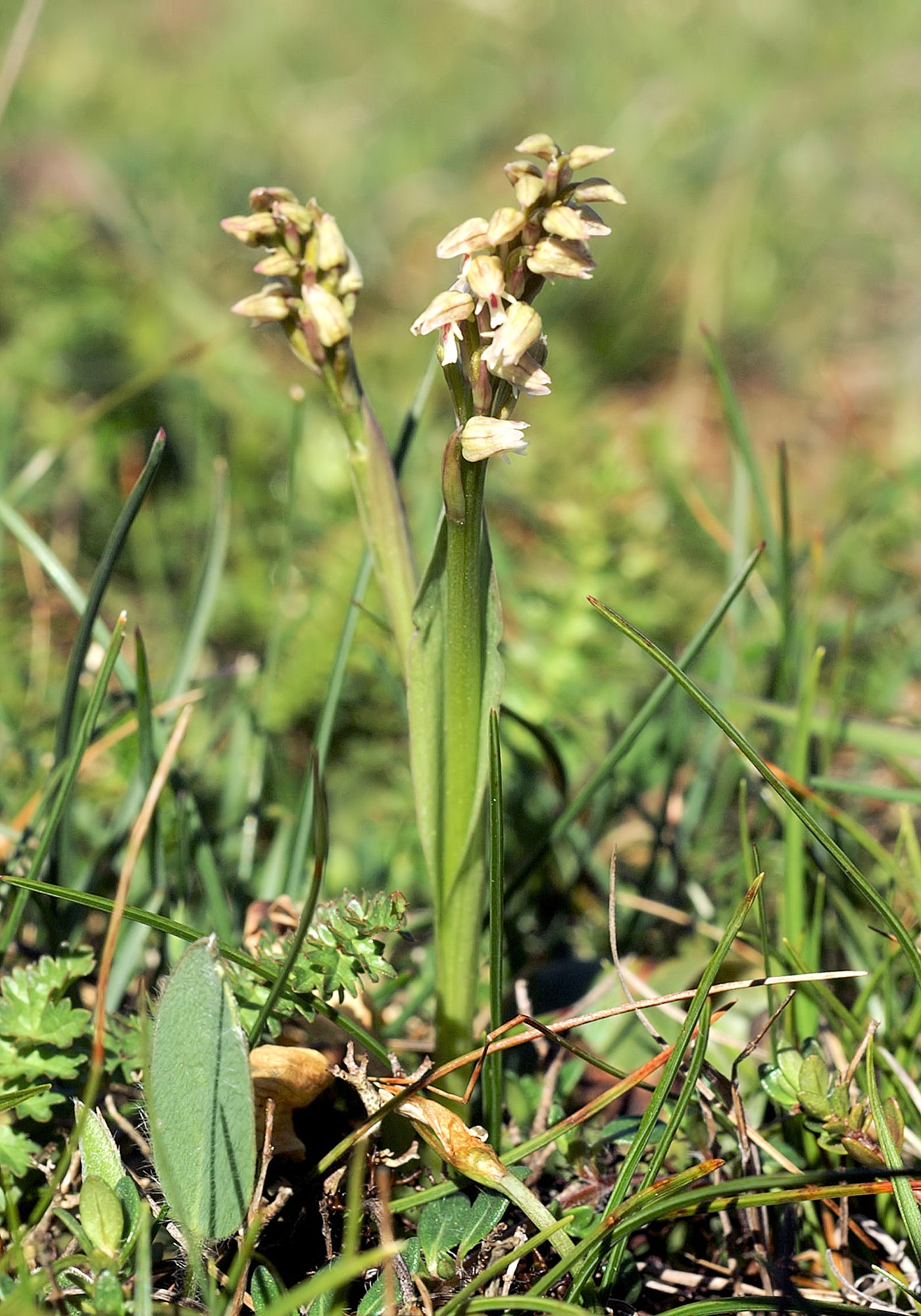
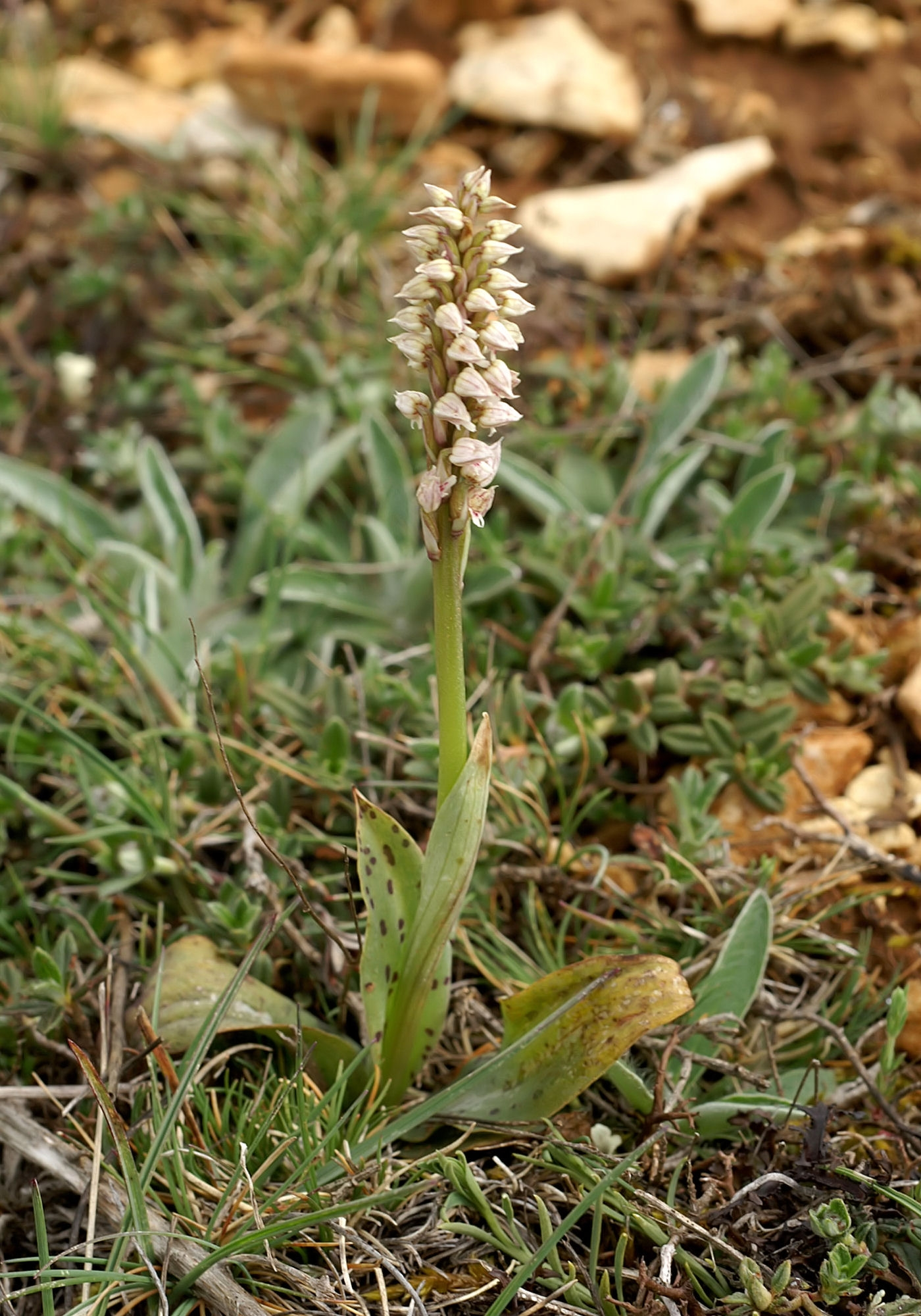